# Асасис
Асасис (Гагасис, Гагасид, Агасис; лат. Hagasis, др.-греч. Ἅσασίς) — нумидиец, в конце 150-х годов до н. э. перешедший от царя Массиниссы на сторону Карфагена.
О нумидийском таксиархе Асасисе известно из сообщения Аппиана. По неизвестным причинам Асасис и Суба поссорились с сыновьями царя Массиниссы и с отрядом в шесть тысяч всадников во время начавшейся войны, в конце 150-х годов до н. э., перешли на сторону возглавляемых Гасдрубалом карфагенян. Как отметил в связи с этим К. А. Ревяко, среди нумидийцев не было единства. По замечанию французских историков Ж. и К. Пикар, Массинисса был неоднократно вынужден бороться с восстаниями мятежников, бывших, видимо, племенными вождями, не желавшими примириться с усилением царской власти. Благодаря приходу нумидийцев Асасиса и Субы воодушевленные карфагеняне смогли одержать вверх над Массиниссой в нескольких стычках. После же случившегося крупного сражения, в ходе которого пало множество воинов, и где, видимо, победил Массинисса, Гасдрубал, узнав о прибытии в Африку Сципиона Младшего, предпринял попытку завершить вооруженное противостояние миром, организовав переговоры. Он заявил об отказе от территорий в Триполитании и Малом Сирте и готовности уплатить тысячу талантов. Однако затем Массинисса выдвинул требование о выдаче ему перебежчиков. На это карфагеняне, по замечанию В. Хусса, не желавшие утраты доверия к ним со стороны враждебных Массиниссе нумидийцев и нуждаясь в кавалерии, согласиться не могли. Поэтому они прервали переговоры и вернулись обратно, после чего война продолжилась.